# Pierrot Lunaire (grupo musical)
Pierrot Lunaire foi um grupo italiano de rock progressivo ativo durante a década de 1970.

## História
Uma original miscelânea de soft progressivo e atmosferas de vanguarda constituíram o característico som do Pierrot Lunaire, muito considerado entre os colecionadores do exterior, ainda que não particularmente representativo no panorama do prog italiano.
O grupo foi formado em Roma por dois amigos de longa data, Gaio Chiocchio e Vincenzo Caporaletti, que era de Roseto. Mais tarde inseriram na formação o tecladista Arturo Stalteri. Todos os três guitarristas tinham feito estudos musicais clássicos e eram muito jovens quando foi publicado o primeiro álbum em 1974.
Os dois discos são muito caros por causa da alta procura e da distribuição limitada feita pela etiqueta It, pertencente ao grupo RCA, que os publicou.
O primeiro, Pierrot Lunaire, contém 12 músicas com atmosferas acústicas baseadas na maioria na guitarra e teclados, doces, sonhadores e magnéticos. Há belas músicas como a inicial Ouverture XV, mas o álbum pode resultar cansativo para os apaixonados de um progressivo mais rock.
O segundo disco, Gudrun, gravado entre 1975-1976 deveria ser publicado em setembro de 1976 pela etiqueta experimental Vista, mas foi anulado e publicado apenas um ano depois.
O álbum viu o ingresso do soprano galês Jacqueline Darby, no lugar de Vincenzo Caporaletti que estava mais interessado no jazz, e com um som maioritariamente inspirado na vanguarda clássica, esteve mais fragmentado do que o primeiro trabalho. O trio era assistido por um hóspede baterista, Massimo Buzzi, em três das oito músicas.
Contínuas mudanças de ritmo, sons e vozes, partes cantadas e piano de orientação clássica, são esses os ingredientes principais desse álbum que recorda os primeiros trabalho do Faust ou de grupos similares.
Após o segundo álbum, o Pierrot Lunaire cessou sua existência como grupo. Stalteri e Chiocchio participaram do álbum de Emma Muzzi Loffredo, Tu ti nni futti, de 1976, também lançado pela It.
Arturo Stalteri publicou um álbum solista totalmente instrumental em 1979, André sulla luna.
Gaio Chiocchio se tornou diretor musical da etiqueta It, formando depois o grupo eletro-pop Effetto Notte, nos anos 1980, e publicou um single solista em 1982 por uma outra subsidiária da RCA, Una Sors Coniunxit.
Vincenzo Caporaletti compôs uma ópera rock intitulada Gli specchi, em 1976, antes de se transferir aos Estados Unidos nos primeiros anos da década de 1980 para trabalhar como músico e arranjador. Tendo voltado à Itália, tocou por um breve período com a cantora e poetisa Terra Di Benedetto, ex-Albergo Intergalattico Spaziale, e mais tarde com a seção rítmica do Area, constituída por Ares Tavolazzi e Giulio Capiozzo.
Nos anos 1990, Chiocchio e Caporaletti formaram uma nova versão em estúdio do Pierrot Lunaire, mas as músicas gravadas não foram nunca publicadas por causa do falecimento inesperado de Gaio Chiocchio em 1996.
A MP Records realizou em 2011 um CD, intitulado Tre, contendo algumas músicas gravadas em 1978 para um terceiro disco nunca lançado, além de gravações alternativas de músicas já editadas e uma série de interpretações de canções do grupo tocadas por outros artistas.

## Formação
1974
- Arturo Stalteri (teclado, percussões, voz)
- Vincenzo Caporaletti (guitarra, baixo, flauta)
- Gaio Chiocchio (guitarra, teclado, cítara, voz)

1976
- Caporaletti sai, substituído por Jacqueline Darby (voz)

## Discografia

### LP
- 1974 - Pierrot Lunaire (It, ZSLT 70025)
- 1977 - Gudrun (It ZPLT 34000)

### CD
- 1989 - Pierrot Lunaire (It/BMG, ND 74114)
- 1997 - Gudrun (MPR, MPRCD 008)